# Josep Homs i Bages
Josep Homs i Bages fou alcalde de Terrassa durant el període de suspensió de l'Estatut (1934-1936) que seguí als Fets del sis d'octubre i, després d'acabada la Guerra, entre 1939 i 1940; fou, doncs, el primer alcalde franquista de la ciutat.
Homs era un industrial del tèxtil vinculat al monarquisme salista; durant la dictadura de Primo de Rivera havia estat regidor.